# Лазірки
Лазі́рки — село в Україні, у Новооржицькій селищній громаді Лубенського району Полтавської області. Населення становить 2098 осіб. До 2020 року адміністративний центр Лазірківської сільської ради, нині центр Лазірківського старостинського округу.

## Географія
Село Лазірки розташоване за 179 км від обласного центру та 35 км від районного центру, на берегах річки Сліпорід. Вище за течією на відстані 1 км розташовані села Павлівщина та Сімаки, нижче за течією примикає село Максимівщина. Селом течуть пересихаючі струмки із загатами. Через село пролягає залізниця, станція Лазірки.

## Населення
За даними всеукраїнського перепису населення 2001 року у селі мешкало 2816 осіб, у 2021 році — 2098 осіб.
Мова
Розподіл населення за рідною мовою за даними перепису 2001 року був наступним:
| українська | 2752 | 97,73 |
| російська  | 57   | 2,01  |
| вірменська | 4    | 0,14  |
| білоруська | 1    | 0,04  |
| молдавська | 1    | 0,04  |
| інші       | 1    | 0,04  |

## Історія
Село засноване у XVII столітті. Перебувало у складі Яблунівської (1723—1743 — до Пирятинської) сотні Лубенського, у 1649—1958 — Кропивнянського полків.
Універсалами 1710 та 1712 років гетьмана Івана Скоропадського Лазірки були віддані «до ласки войскової» у володіння Петрові Троцькому, синові лубенського полкового писаря Максима Троцького. За Генеральним слідством Лубенського полку у 1729—1930 роках в Лазірках Пирятинської сотні налічувалося 33 домогосподарства. В селі мешкали виборні козаки, підпомічники, підсусідки, посполиті, частина яких перебувала у залежності від Троцьких.
З 1781 року Лазірки входили до складу Лубенського повіту Київського намісництва, з 1796 року — Малоросійської, з 1802 року — Полтавської губернії.
За період з 1787 до 1859 роки населення Лазірок зросло з 486 до 925 осіб. У 1863 році діяли селітряний завод, відбувалося 2 ярмарки. Дерев'яна церква. У 1874 році відкрито земську школу. У 1900 році налічувалось 170 домогосподарств та 956 жителів.
У 1901 році відкритий винокурний завод К. І. Величка. Тричі на рік відбувалися ярмарки.
Діяли лікарня, пошта, телефонна станція, прокатні сільськогосподарські пункти.
У 1903 році відкрита однойменна залізнична станція.
У січні 1918 року в селі проголошено радянську владу.
З 1923 року Лазірки в складі Тарандинцівського району Лубенської округи. Населення складало 1529 осіб.
У 1929 році, під час примусової колективізації, створено ТСОЗ «Незаможник», а у 1930 році — на його базі колгосп «Ударник Сталіна», через рік це господарство було поділено на декілька. Після укрупнення у 1932 залишилося три колгоспи: «Незаможник» (пізніше «Прапор комунізму»), «Перемога» (згодом імені Г. В. Орловського), «Новий шлях». У 1934 році створений четвертий колгосп — імені Г. М. Димитрова.
У 1934 році в Лазірках організовано МТС. У 1931—1934 роках Лазірки входили до Лубенського району, у січні 1935 року Лазірки — адміністративний центр Лазірківського району, налічувалось 1507 осіб (1939). Під час німецької окупації окупантами розстріляно 9 осіб та вивезли на примусові роботи до Німеччини 226 осіб. У 1950 році всі домогосподарства Лазірок були об'єднані в один колгосп імені Г. М. Димитрова.
У 1962 році Лазірківський район був об'єднаний з Лубенським районом.
З 1965 року Лазірки в складі Оржицького району.
12 червня 2020 року, відповідно до розпорядження Кабінету Міністрів України № 721-р «Про визначення адміністративних центрів та затвердження територій територіальних громад Полтавської області», село увійшло до складу Новооржицької селищної громади.
19 липня 2020 року, в результаті адміністративно-територіальної реформи та ліквідації Оржицького району, село увійшло до складу новоутвореного Лубенського району.

## Політика

### Парламентські вибори, 2019
На позачергових парламентських виборах 2019 року у селі функціонували окремі виборчі дільниці № 530669 та № 530670, розташовані у приміщеннях гуртожитку ПТУ-46 і будинку культури відповідно.
Результати
- зареєстровано 1846 виборців, явка 52,06%, найбільше голосів віддано за «Слугу народу» — 54,05%, за Всеукраїнське об'єднання «Батьківщина» — 13,46%, за «Опозиційну платформу — За життя» — 8,41%.[9] В одномандатному окрузі найбільше голосів отримала Анастасія Ляшенко (Слуга народу) — 22,12%, за Фахраддіна Мухтарова (самовисування) — 18,70%, за Володимира Іванова (Рух нових сил Михайла Саакашвілі) — 11,43%[10].

## Економіка
- ЗАТ «Лазірківська елеватор».
- Сільськогосподарське приватне підприємство «Лазірки».
- ТОВ «Оксамит».

## Об'єкти соціальної сфери
- Амбулаторія ЗПСМ, колишня лікарня на 72 ліжка.
- Лазірківський заклад дошкільної освіти (дитячий садок) «Ромашка» Новооржицької селищної ради на 200 місць[11].
- Величківська гімназія Новооржицької селищної ради[12].
- Лазірківська ЗОШ І-ІІІ ступенів імені В. О. Підпалого Новооржицької селищної ради[13].
- Професійно-технічне училище № 46[14].
- Будинок культури.
- 2 бібліотеки.
- відділення поштового зв'язку та Ощадбанку, АТС.

## Пам'ятники
- Пам'ятник Георгію Димитрову[d] (демонтований у 2015 році).
- Братська могила радянських воїнів, полеглих у 1941—1943 роках[d].
- Меморіал односельцям[d], загиблим (192 осіб) на фронтах німецько-радянської війни (відкритий 1952 року).

## Відомі люди
Народилися
- Бойко Віктор Іванович (нар. 1931) — український науковець, вчений-агроном, доктор економічних наук, професор.
- Жалдак Мирослав Іванович (1937—2021) — український науковець, академік Національної академії педагогічних наук України, доктор педагогічних наук, професор.
- Підпалий Володимир Олексійович (1936—1973) — український поет, прозаїк, перекладач.
- Соловйов Роман Юрійович (1994—2014) — український військовик, старший солдат Збройних сил України, учасник російсько-української війни.
- Третяк Ніна Павлівна (нар. 1958) — українська поетеса, редактор районного радіомовлення та телевізійних новин; директор районної телевізійної студії «Гребінка» (1999—2014). Членкиня Національної спілки журналістів України[15].
- Шовкопляс Іван Гаврилович (1921—1997) — український науковець, археолог, доктор історичних наук.